# Peter D. Schiff

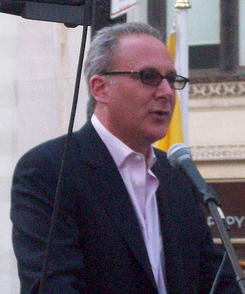
Peter D. Schiff

Peter D. Schiff (1964) is een Amerikaanse beurshandelaar, investeringsanalist, auteur en econoom.
Schiff werd geboren in New Haven, Connecticut en bracht zijn jeugd door in Miami en Manhattan. Op de Universiteit van Californië, Berkeley haalde hij een graad in financiën en boekhouden. Hij beheert zijn eigen beursbedrijf Euro Pacific Capital Inc., en steunde in 2008 Ron Paul voor het presidentschap.
Schiff, tot enkele jaren geleden nog nauwelijks serieus genomen in de financiële media, waarschuwde al vroeg voor het uitbreken van de kredietcrisis. Hij zei in 2006 dat de stijgende huizenprijzen in de VS onhoudbaar waren en dat veel huiseigenaren in de subprime-categorie hun hypotheken niet meer zouden kunnen betalen als de rentes omhoog gingen.
Schiff is extreem kritisch over de Amerikaanse dollar, economie en de obligatie- en aandelenmarkten. Hij werkte in 2005 mee aan de uitzending De dag dat de dollar valt van het Nederlandse programma Tegenlicht. Schiff vindt dat Amerika niet moet denken dat zij de rest van de wereld een plezier doen door het consumeren van wat de rest van de wereld produceert. Het steeds opbouwen van meer schulden leidt volgens Schiff tot gevaarlijke situaties.